# Xichang

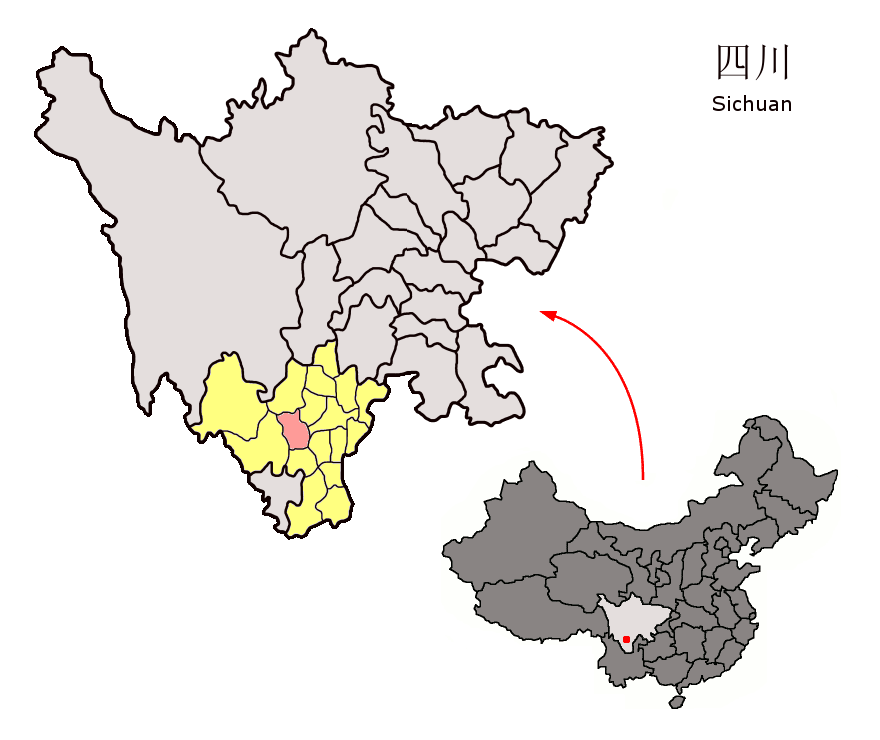
Lage des Kreises Xichang (rosa) im Autonomen Bezirk Liangshan (gelb).

Xichang (chinesisch 西昌市, Pinyin Xīchāng Shì; Yi: Latbbu-Oprro ꆿꁮꀒꎂ, kurz Oprro ꀒꎂ) ist die Hauptstadt des Autonomen Bezirks Liangshan der Yi in der Provinz Sichuan der Volksrepublik China. In der Nähe der Stadt liegen ein Weltraumbahnhof und Raketenstartplatz, das sogenannte Kosmodrom Xichang. Xichang hat einen eigenen Flughafen, der durch eine Bahnstrecke und eine Autobahn direkt an den Weltraumbahnhof angeschlossen ist. Die Koordinaten der Stadt sind 27° 54′ N, 102° 16′ O.
Das Verwaltungsgebiet von Xichang hat eine Fläche von 2.897 km² und 955.041 Einwohner (Stand: Zensus 2020).
Die Dayangdui-Stätte (大洋堆遗址,  Dayangdui yizhi) in Jingjiu und die Großen Steingräber im autonomen Bezirk Liangshan (凉山大石墓群,  Liangshan da shimuqun, englisch Large Stone Tombs of Wanao, Xichang and Arong, Dechang) aus der Zeit der Han-Dynastie bis Zeit der Streitenden Reiche (in Wanao 洼垴 (Xichang) und Arong (Dechang)) stehen seit 2006 auf der Liste der Denkmäler der Volksrepublik China.

## Administrative Gliederung
Auf Gemeindeebene setzt sich Xichang aus sechs Straßenvierteln, acht Großgemeinden, 27 Gemeinden und zwei Nationalitätengemeinden zusammen. Diese sind:
- Straßenviertel Beicheng (北城街道);
- Straßenviertel Xicheng (西城街道);
- Straßenviertel Dongcheng (东城街道);
- Straßenviertel Chang’an (长安街道);
- Straßenviertel Xincun (新村街道);
- Straßenviertel Changning (长宁街道);
- Großgemeinde Madao (马道镇);
- Großgemeinde Lizhou (礼州镇);
- Großgemeinde Anning (安宁镇);
- Großgemeinde Chuanxing (川兴镇);
- Großgemeinde Huanglianguan (黄联关镇);
- Großgemeinde Youjun (佑君镇);
- Großgemeinde Taihe (太和镇);
- Großgemeinde Anha (安哈镇);
- Gemeinde Xijiao (西郊乡);
- Gemeinde Gaojian (高枧乡);
- Gemeinde Xiaomiao (小庙乡);
- Gemeinde Sihe (四合乡);
- Gemeinde Yuehua (月华乡);
- Gemeinde Xingsheng (兴胜乡);
- Gemeinde Langhuan (琅环乡);
- Gemeinde Minsheng (民胜乡);
- Gemeinde Xixiang (西乡乡);
- Gemeinde Zhangmuqing (樟木箐乡);
- Gemeinde Xiangshui (响水乡);
- Gemeinde Kaiyuan (开元乡);
- Gemeinde Daxing (大兴乡);
- Gemeinde Hainan (海南乡);
- Gemeinde Daqing (大箐乡);
- Gemeinde Jingjiu (经久乡);
- Gemeinde Xixi (西溪乡);
- Gemeinde Huangshui (黄水乡);
- Gemeinde Luogubo (洛古波乡);
- Gemeinde Zhongba (中坝乡);
- Gemeinde Aqi (阿七乡);
- Gemeinde Qiaodi (荞地乡);
- Gemeinde Mopan (磨盘乡);
- Gemeinde Baru (巴汝乡);
- Gemeinde Yinchang (银厂乡);
- Gemeinde Baima (白马乡);
- Gemeinde Ma'anshan (马鞍山乡);
- Gemeinde Yulong der Hui (裕隆回族乡);
- Gemeinde Gaocao der Hui (高草回族乡).

## Ethnische Gliederung der Bevölkerung Xichangs (2000)
Beim Zensus im Jahr 2000 wurden in Xichang 615.212 Einwohner gezählt.
| Name des Volkes | Einwohner | Anteil  |
| --------------- | --------- | ------- |
| Han             | 492.480   | 80,05 % |
| Yi              | 101.369   | 16,48 % |
| Hui             | 14.742    | 2,4 %   |
| Tibeter         | 2.436     | 0,4 %   |
| Mongolen        | 1.358     | 0,22 %  |
| Mandschu        | 572       | 0,09 %  |
| Miao            | 545       | 0,09 %  |
| Bai             | 399       | 0,06 %  |
| Sonstige        | 1.311     | 0,21 %  |

## Klimatabelle
|                       | Jan  | Feb  | Mär  | Apr  | Mai  | Jun  | Jul  | Aug  | Sep  | Okt  | Nov  | Dez  |   |      |
| Mittl. Tagesmax. (°C) | 16,4 | 19,2 | 23,4 | 26,4 | 27,7 | 26,5 | 27,7 | 27,7 | 24,8 | 22,2 | 18,9 | 16,2 | ⌀ | 23,1 |
| Mittl. Tagesmin. (°C) | 3,8  | 6,0  | 9,6  | 12,8 | 16,0 | 17,5 | 18,9 | 18,3 | 16,4 | 13,3 | 8,6  | 4,8  | ⌀ | 12,2 |
|                       |      |      |      |      |      |      |      |      |      |      |      |      |   |      |
| Niederschlag (mm)     | 6    | 5    | 12   | 28   | 96   | 183  | 210  | 177  | 154  | 78   | 20   | 6    | Σ | 975  |
|                       |      |      |      |      |      |      |      |      |      |      |      |      |   |      |
| Sonnenstunden (h/d)   | 7,6  | 8,0  | 8,5  | 8,4  | 7,3  | 5,0  | 5,9  | 6,5  | 4,7  | 5,4  | 6,4  | 6,8  | ⌀ | 6,7  |
|                       |      |      |      |      |      |      |      |      |      |      |      |      |   |      |
| Regentage (d)         | 1    | 1    | 2    | 5    | 11   | 16   | 14   | 13   | 13   | 10   | 4    | 1    | Σ | 91   |
|                       |      |      |      |      |      |      |      |      |      |      |      |      |   |      |
| Luftfeuchtigkeit (%)  | 50   | 46   | 41   | 44   | 55   | 73   | 76   | 75   | 75   | 74   | 65   | 59   | ⌀ | 61,2 |

| 3,8 |

| 6,0 |

| 9,6 |

| 12,8 |

| 16,0 |

| 17,5 |

| 18,9 |

| 18,3 |

| 16,4 |

| 13,3 |

| 8,6 |

| 4,8 |

| 3,8 |

| 6,0 |

| 9,6 |

| 12,8 |

| 16,0 |

| 17,5 |

| 18,9 |

| 18,3 |

| 16,4 |

| 13,3 |

| 8,6 |

| 4,8 |